# Bronisław Król
Bronisław Król, ps. „Andrzej Boruta” (ur. 30 sierpnia 1916 w Łodzi, zm. 8 grudnia 1989) – polski kompozytor, poeta, pedagog, działacz konspiracyjny.

## Życiorys
Jego rodzice byli robotnikami. Ojciec w wolnych chwilach śpiewał w chórze im. Stanisława Moniuszki, grał również na akordeonie. Swojemu synowi umożliwił naukę gry na skrzypcach.
W 1934 Bronisław Król uzyskał maturę w Gimnazjum Wieczorowym im. Wierzbickiego. Pracował, uczył się i działał w harcerstwie. Był m.in. przybocznym w 22 Drużynie Związku Harcerstwa Polskiego im. Piotra Wysockiego. W 1935 wstąpił do Harcerskich Ochotniczych Hufców Pracy, pracując najpierw w Spale, następnie w Wiśle i Rudułtowicach. W tym czasie redagował gazetki OHP oraz pisał swoje pierwsze piosenki, m.in. Harcerski walc, Gdy już senny mrok zapada, drukowane na łamach harcerskiego pisemka „Na Tropie”.
W 1936 wstąpił do Szkoły Podchorążych Rezerwy Artylerii we Włodzimierzu Wołyńskim. Kampanię wrześniową przeszedł w 1 pułku Artylerii Najcięższej. Od końca września 1939 do wyzwolenia mieszkał we Lwowie. Wraz z żoną studiował początkowo w Instytucie Pedagogicznym, później musiał podjąć pracę zarobkową. Był związany z konspiracyjną grupą „Żagiew”. 22 września 1944 wstąpił do Ludowego Wojska Polskiego. Został skierowany do Szkoły Oficerów Polityczno-Wychowawczych, a następnie już jako ppor. wszedł w 1945 do zespołu redakcyjnego „Polski Zbrojnej”. Z tego czasu zachował się cykl jego reportaży z Ziem Odzyskanych. Był także jednym z tych, którzy z ramienia LWP organizowali po wyzwoleniu życie kulturalne w Łodzi. W tym czasie napisał sporo wierszy i piosenek, drukowanych na łamach pism wojskowych, m.in. Bagnet na broń (Hymn Szkoły Politycznej Wojska Polskiego) do słów ppor. Stanisława Zielicza, Codzienna nasza żołnierska piosenka do tekstu własnego itd.
Po odejściu z wojska nie zrezygnował z twórczości. Współpracował m.in. z kompozytorem Andrzejem Hundziakiem, pisząc teksty piosenek takich jak Ulica Piotrkowska, Do-re-mi, Elektryczna piosenka, Na ćwiczenia, Rysunki. Napisał również m.in. Pieśń o ziemi łódzkiej czy Dziś do ciebie przyjść nie mogę. Był laureatem wielu konkursów, w których nagrodzono wiersze oraz piosenki jego autorstwa.
Został pochowany 15 grudnia 1989 na rzymskokatolickim Cmentarzu Zarzew w Łodzi.